# کنعان کریم‌اف
کنعان کریم‌اف (ترکی آذربایجانی: Kənan Kərimov؛ زادهٔ ۵ اوت ۱۹۷۶) بازیکن فوتبال اهل جمهوری آذربایجان است.
از باشگاه‌هایی که در آن بازی کرده‌است می‌توان به باشگاه فوتبال شمکر، باشگاه فوتبال کپز، باشگاه فوتبال قره‌باغ، باشگاه فوتبال توران توووز، باشگاه فوتبال مویک باکو، باشگاه فوتبال ویلش ماسال‌لی، باشگاه فوتبال کاروان، و باشگاه فوتبال قبله اشاره کرد.
وی همچنین در تیم ملی فوتبال جمهوری آذربایجان بازی کرده‌است.